# Exeque
Exeque war ein Volumenmaß für Getreide in den portugiesischen Besitzungen in Niederguinea (Portugiesisch-Guinea). Das Maß war der portugiesischen Fanga in etwa gleich.
- 1 Exeque = 4 Cazungueles = 55,3 Liter (Lissabon 55,563 Liter[1])

Die Fanga als sogenanntes Trockenmaß galt in Portugal und Brasilien.
- (Getreide gestrichen) 1 Fanga = 4 Alqueires
- (Steinkohlen in Lissabon) 1 Fanga = 8 Alqueires (gehäuft)